# Episodi di The Agency (prima stagione)
La prima stagione della serie televisiva The Agency è stata trasmessa negli Stati Uniti dal canale CBS dal 27 settembre 2001 al 9 maggio 2002.
In Italia, la prima stagione è stata trasmessa in prima visione dal 22 febbraio 2005 su LA7.
| nº | Titolo originale              | Titolo italiano          | Prima TV USA      | Prima TV Italia  |
| -- | ----------------------------- | ------------------------ | ----------------- | ---------------- |
| 1  | Viva Fidel!                   | Dossier Castro           | 27 settembre 2001 | 22 febbraio 2005 |
| 2  | God's Work                    | Dossier Esperanza        | 4 ottobre 2001    |                  |
| 3  | The Year of Lying Dangerously | Dossier Indonesia        | 18 ottobre 2001   |                  |
| 4  | In Our Own Backyard           | Dossier Atomica          | 25 ottobre 2001   |                  |
| 5  | Pilot                         | Dossier Al Qaida         | 1º novembre 2001  |                  |
| 6  | A Slight Case of Anthrax      | Dossier Antrace          | 8 novembre 2001   |                  |
| 7  | Closure                       | Dossier India            | 15 novembre 2001  |                  |
| 8  | Nocturne                      | Dossier Raisa            | 29 novembre 2001  |                  |
| 9  | Rules of the Game             | Dossier Arabia Saudita   | 6 dicembre 2001   |                  |
| 10 | Deadline                      | Dossier Badin            | 20 dicembre 2001  |                  |
| 11 | Son Set                       | Dossier Hyde Park        | 17 gennaio 2002   |                  |
| 12 | The Enemy Within              | Dossier Atene            | 24 gennaio 2002   |                  |
| 13 | The Golden Hour               | Dossier Controspionaggio | 31 gennaio 2002   |                  |
| 14 | The Gauntlet                  |                          | 7 febbraio 2002   |                  |
| 15 | Sleeping Dogs Lie             |                          | 28 febbraio 2002  |                  |
| 16 | The Plague Year               |                          | 7 marzo 2002      |                  |
| 17 | Moo                           |                          | 28 marzo 2002     |                  |
| 18 | The Greater Good              |                          | 4 aprile 2002     |                  |
| 19 | Peacemakers                   |                          | 18 aprile 2002    |                  |
| 20 | The Understudy                |                          | 25 aprile 2002    |                  |
| 21 | Doublecrossover               |                          | 2 maggio 2002     |                  |
| 22 | Finale                        |                          | 9 maggio 2002     |                  |